# Vittorio Tarditi
Vittorio Tarditi (Novara, 11 luglio 1939) è un politico italiano.
Laureato in giurisprudenza alla statale di Milano diventa poi avvocato. Dal 1994 è Deputato della Camera nelle file di Forza Italia. Rieletto nel 1996 è vice capogruppo di Forza Italia alla Camera.  Dal 2001 è Segretario di presidenza alla camera dei deputati.
Dopo aver lasciato Forza Italia, si è candidato con una lista civica alla presidenza della provincia di Novara nel 2009, ed ha aderito all'UDC nel 2010 candidandosi con questi alle regionali.